# Каргалейка (Пензенская область)
Каргалейка — село в Шемышейском районе Пензенской области России. Административный центр Каргалейского сельсовета.

## География
Село находится на юго-востоке центральной части Пензенской области, в пределах северного склона холмистой Хвалынской гряды, в лесостепной зоне, на расстоянии примерно 23 км (по прямой) к юго-востоку от Шемышейки, административного центра района. Абсолютная высота — 230 м над уровнем моря.

### Климат
Климат характеризуется как умеренно континентальный. Средняя температура воздуха самого тёплого месяца (июля) — 20 °C (абсолютный максимум — 38 °C); самого холодного (января) — −19 °C (абсолютный минимум — −44 °C). Безморозный период длится 126 дней. Период активной вегетации составляет 135—145 дней. Годовое количество атмосферных осадков — 490 мм, из которых большая часть выпадает в тёплый период. Снежный покров держится в течение 149 дней.

### Часовой пояс
Село Каргалейка, как и вся Пензенская область, находится в часовой зоне МСК (московское время). Смещение применяемого времени относительно UTC составляет +3:00.

## Население
| 1795  | 1859 | 1877  | 1897  | 1914  | 1921  | 1926  |
| ----- | ---- | ----- | ----- | ----- | ----- | ----- |
| 234   | ↗826 | ↗1083 | ↗1200 | ↗1639 | ↗1854 | ↘1806 |
| 1939  | 1959 | 1979  | 1989  | 1996  | 2002  | 2010  |
| ↘1103 | ↘890 | ↘579  | ↘561  | ↗591  | ↘469  | ↘411  |

### Национальный состав
Согласно результатам переписи 2002 года, в национальной структуре населения мордва составляла 67 %, русские — 32 %.